# BMW Eigenbau
Chronologie des modèles (1952)
Aucun Aucun
La BMW Eigenbau (ce qui signifie fait à la main en français) est une monoplace de Formule 1 développée artisanalement par Günther Bechem à partir d'un châssis BMW modifié par ses soins pour recevoir un moteur BMW à six cylindres en ligne.

## Historique
En championnat du monde de Formule 1 1952, Günther Bechem engage à titre privé la BMW Eigenbau au Grands Prix d'Allemagne. Qualifié vingt-troisième, il abandonne au cinquième des dix-huit tours sur problème d'allumage (bougie). Un second châssis, destiné à Harry Merkel, n'a finalement pas été engagé,. 
Treize jours plus tard, la Eigenbau est confiée au pilote allemand Ernst Klodwig à l'occasion de l'Internationales Avusrennen, quatrième manche du championnat de Formule 2 ouest-allemand, disputé sur l'Avusrennen. Klodwig termine septième de la course à deux tours du vainqueur Rudi Fischer, sur Ferrari 500.
L'année suivante, la Eigenbau est engagée par l'allemand Clemens Sandgathe pour disputer l'Internationales ADAC Eifelrennen, disputé sur la boucle nord du Nürburgring, mais déclare finalement forfait. Quelques semaines plus tard, à l'occasion de l'Internationales Avusrennen, quatre BMW Eigenbau sont engagées : si celles de Sandghate et du britannique John Webb sont forfaits, l'allemand Kurt Straubel abandonne dès le premier tour alors qu'Ernst Koldwig termine à nouveau septième, à un tour du belge Jacques Swaters, sur Ferrari 500.
En 1954, la BMW Eigenbau fait une ultime apparition, au Grand Prix de Berlin, disputé sur l'Avusrennen. Devant être initialement pilotée par l'allemand Rudolf Krause, ce dernier déclare forfait.

## Résultats en championnat du monde de Formule 1
| Saison | Écurie | Moteur                   | Pneus  | Pilotes        | Courses | Courses | Courses | Courses | Courses | Courses | Courses | Courses | Points inscrits | Classement |
| Saison | Écurie | Moteur                   | Pneus  | Pilotes        | 1       | 2       | 3       | 4       | 5       | 6       | 7       | 8       | Points inscrits | Classement |
| ------ | ------ | ------------------------ | ------ | -------------- | ------- | ------- | ------- | ------- | ------- | ------- | ------- | ------- | --------------- | ---------- |
| 1952   | Privé  | BMW 6 cylindres en ligne | Dunlop |                | SUI     | 500     | BEL     | FRA     | GBR     | ALL     | P-B     | ITA     | 0               | -          |
| 1952   | Privé  | BMW 6 cylindres en ligne | Dunlop | Günther Bechem |         |         |         |         |         | Abd     |         |         | 0               | -          |
| 1952   | Privé  | BMW 6 cylindres en ligne | Dunlop | Harry Merkel   |         |         |         |         |         | Forf    |         |         | 0               | -          |

Légende : ici